# Museo archeologico Gabriele Judica
Il Museo archeologico Gabriele Judica è sito a Palazzolo Acreide presso il Palazzo Cappellani di Pirainito e Fùrmica, ultimo proprietario Daniele (Avola 02/09/1938 - Siracusa 26/09/2015) di Guido Cappellani di Pirainito e Fùrmica, e raccoglie i reperti dell'antica città greca di Akrai.

## Storia
La collezione del museo proviene dai rinvenimenti del barone Gabriele Judica che agli inizi dell'Ottocento eseguì degli scavi sul sito di Akrai. L'importante raccolta di materiali fu custodita nel suo palazzo e mantenuta integra sino all'apertura di un museo a lui dedicato il 27 dicembre 2014, nel palazzo della Famiglia Cappellani della Formica e di Pirainito; antica famiglia nobile palazzolese.

## La collezione
La collezione riguarda principalmente i reperti di Akrai provenienti per gran parte dagli scavi di Gabriele Judica, una parte provengono dalla collezione Ferla e dal territorio di Leontinoi.
Sono presenti ceramiche quali, vasi, lucerne, oggetti di uso quotidiano, una stele greca, unguentari e reperti preistorici.

## Il percorso espositivo
Il museo si sviluppa su due piani, in quello inferiore sono presenti reperti preistorici e protostorici. Nel piano superiore reperti di colonizzazione corinzia (sala1), età arcaica (sale 2-3), classica e post classica (sale 4-5), ellenistica (sala 6), romana (sala 7) e tardo romana (sala 8).

## Galleria d'immagini

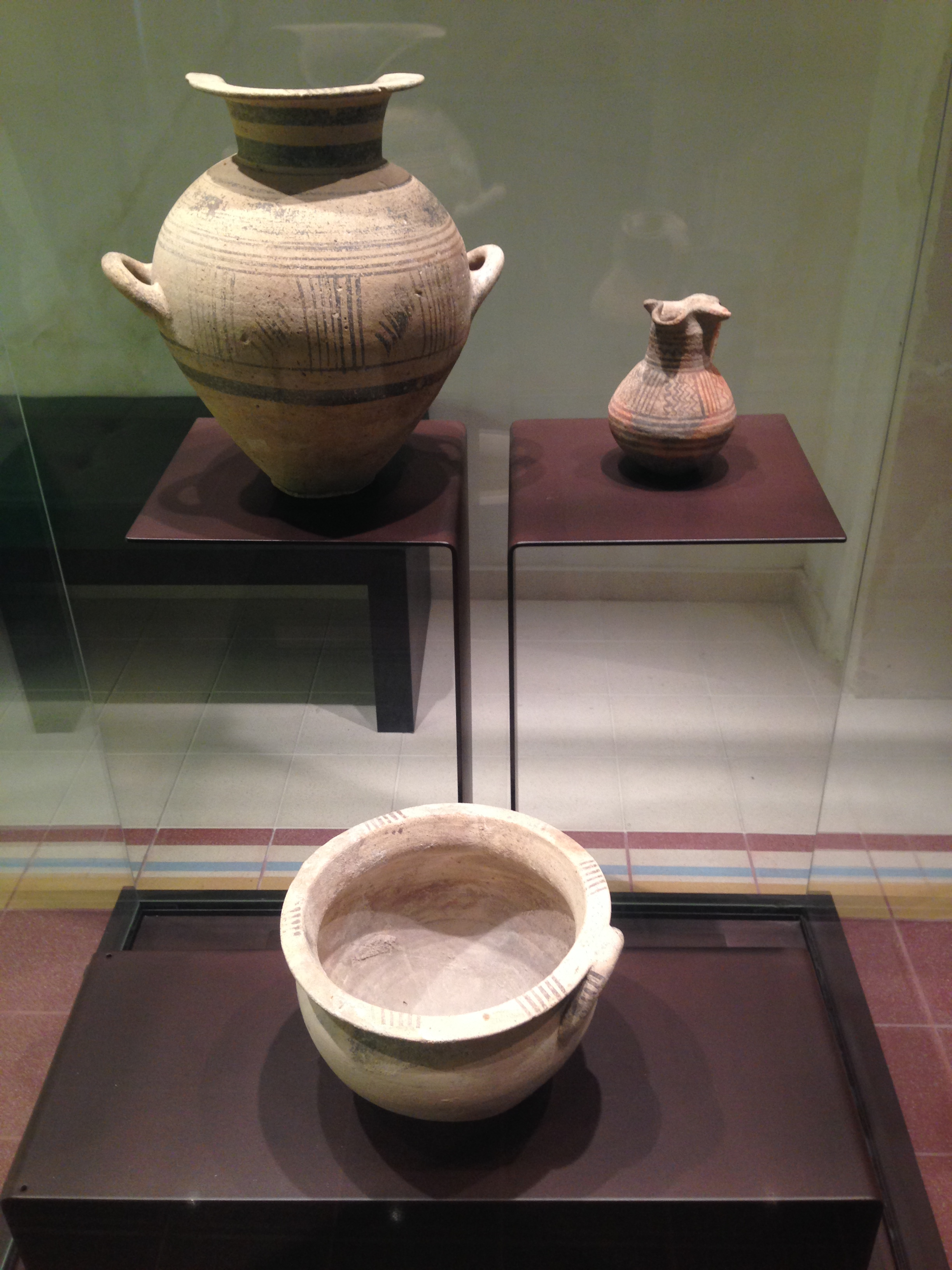
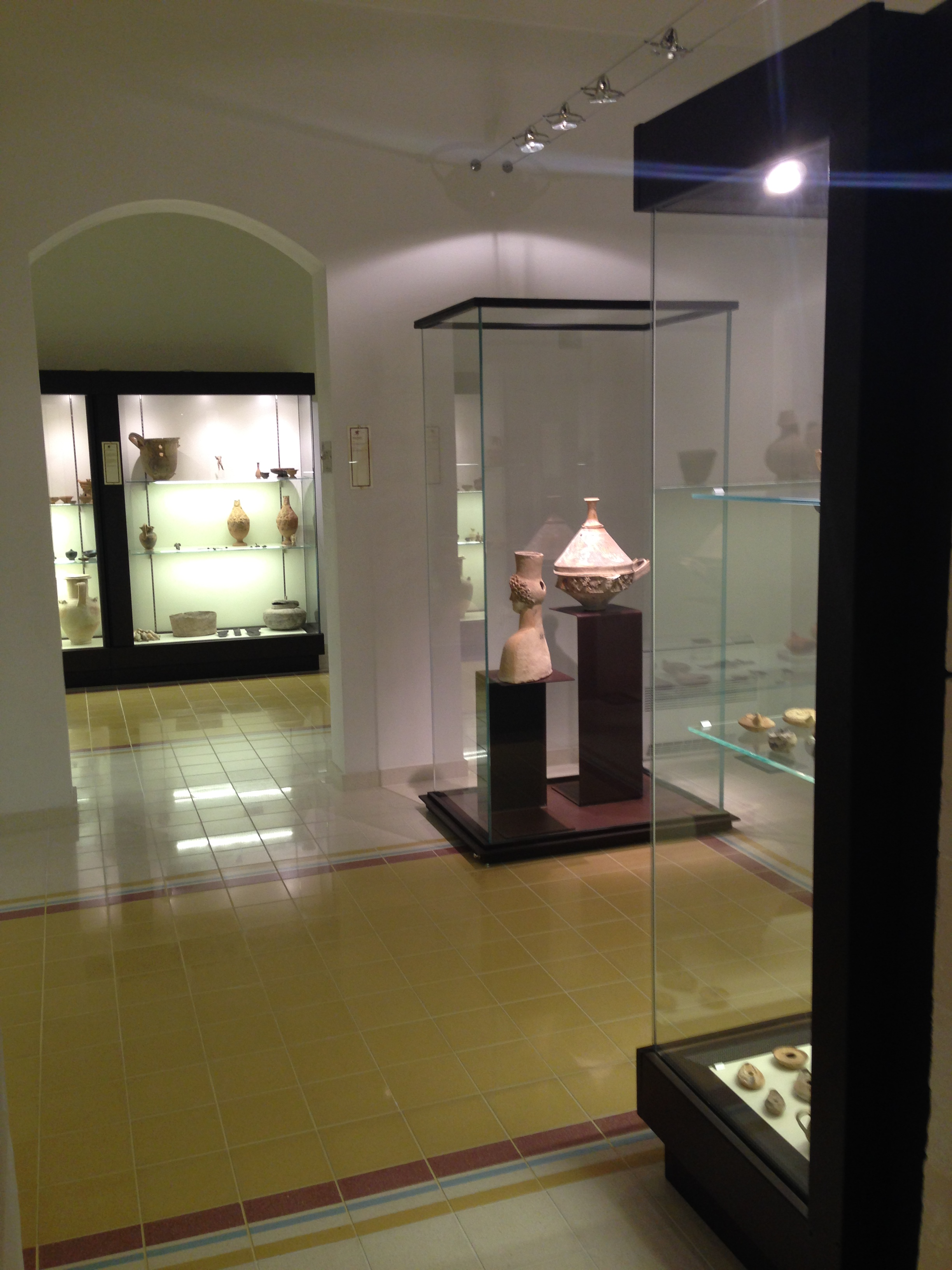
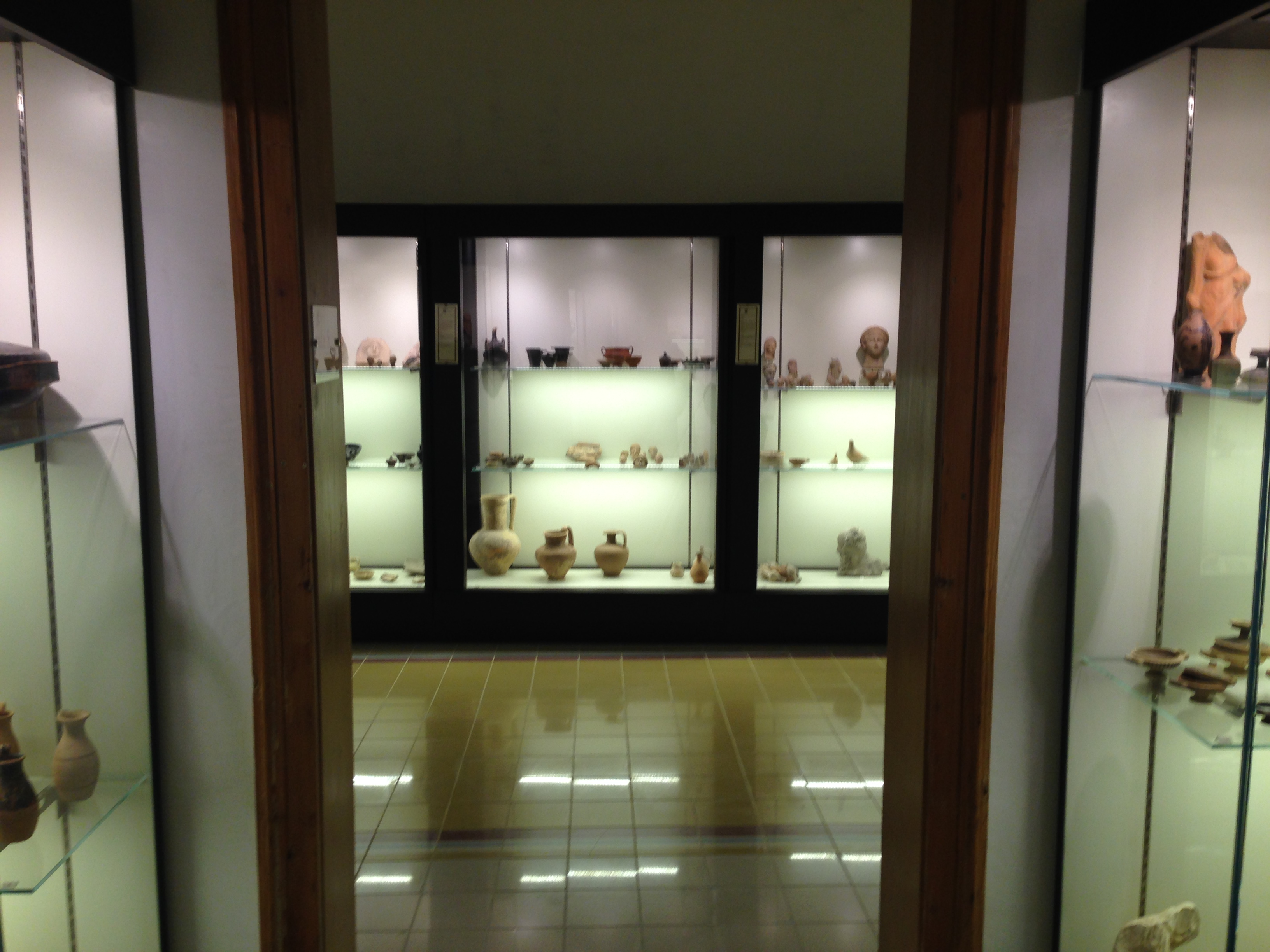
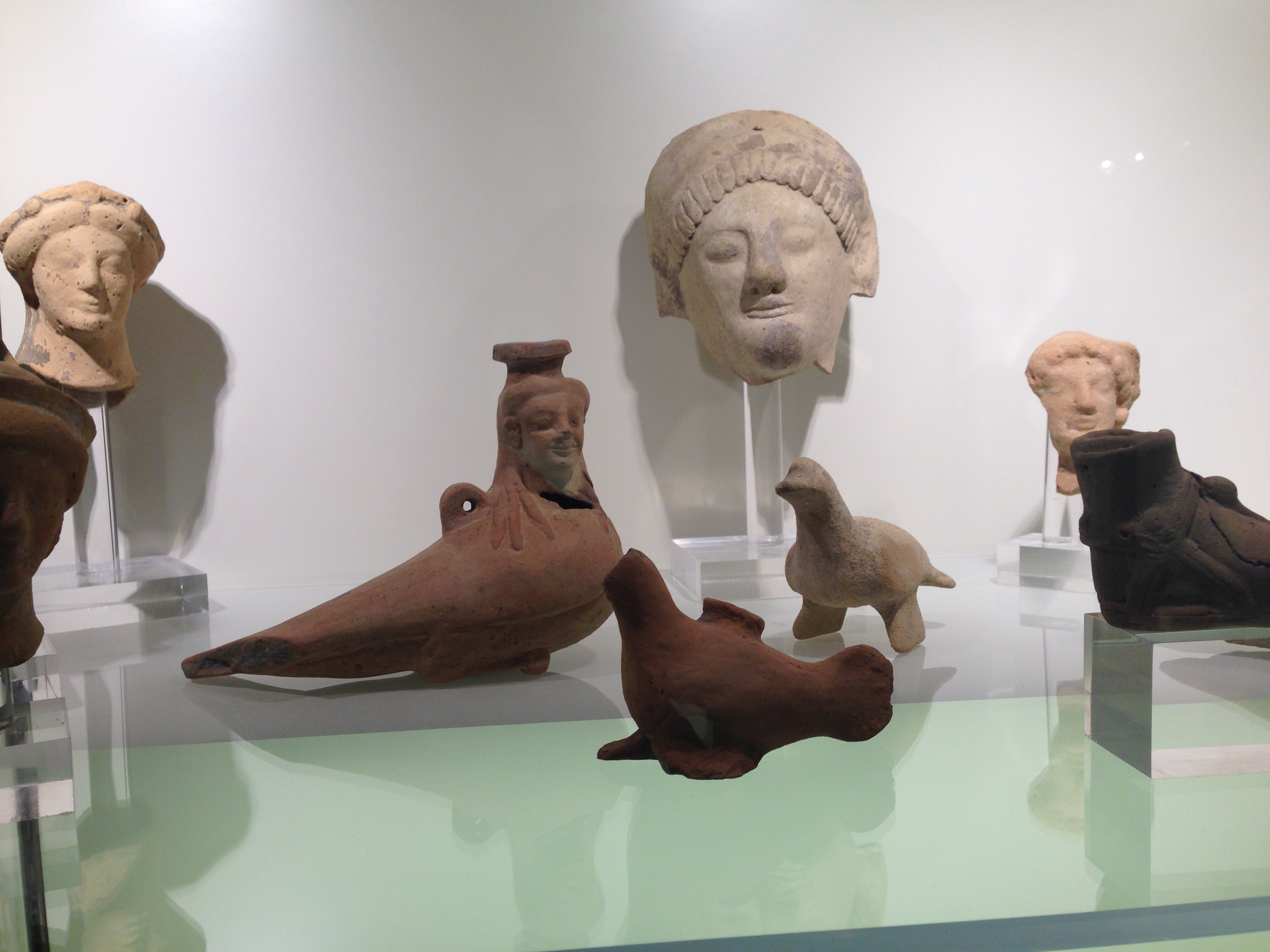
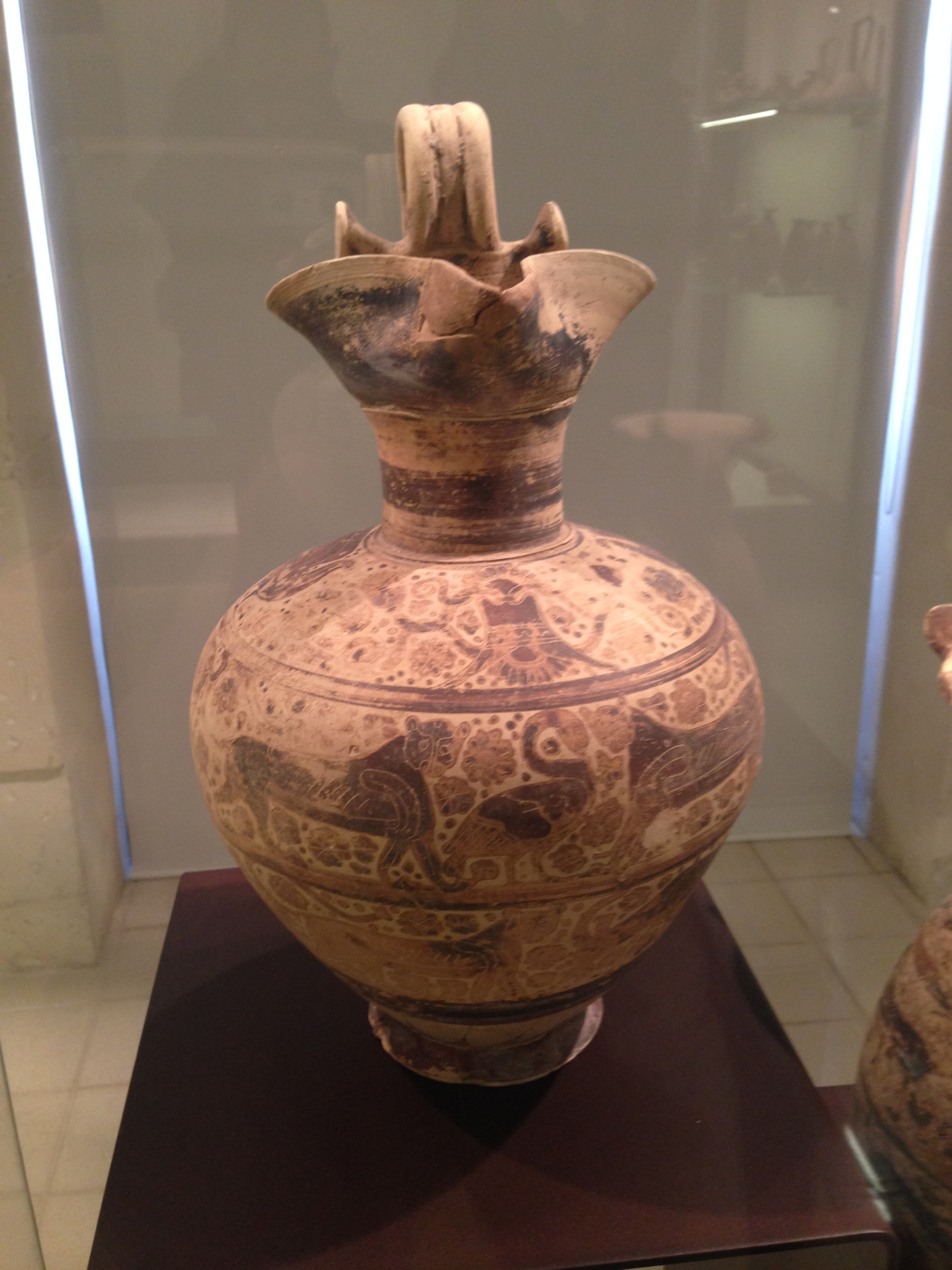
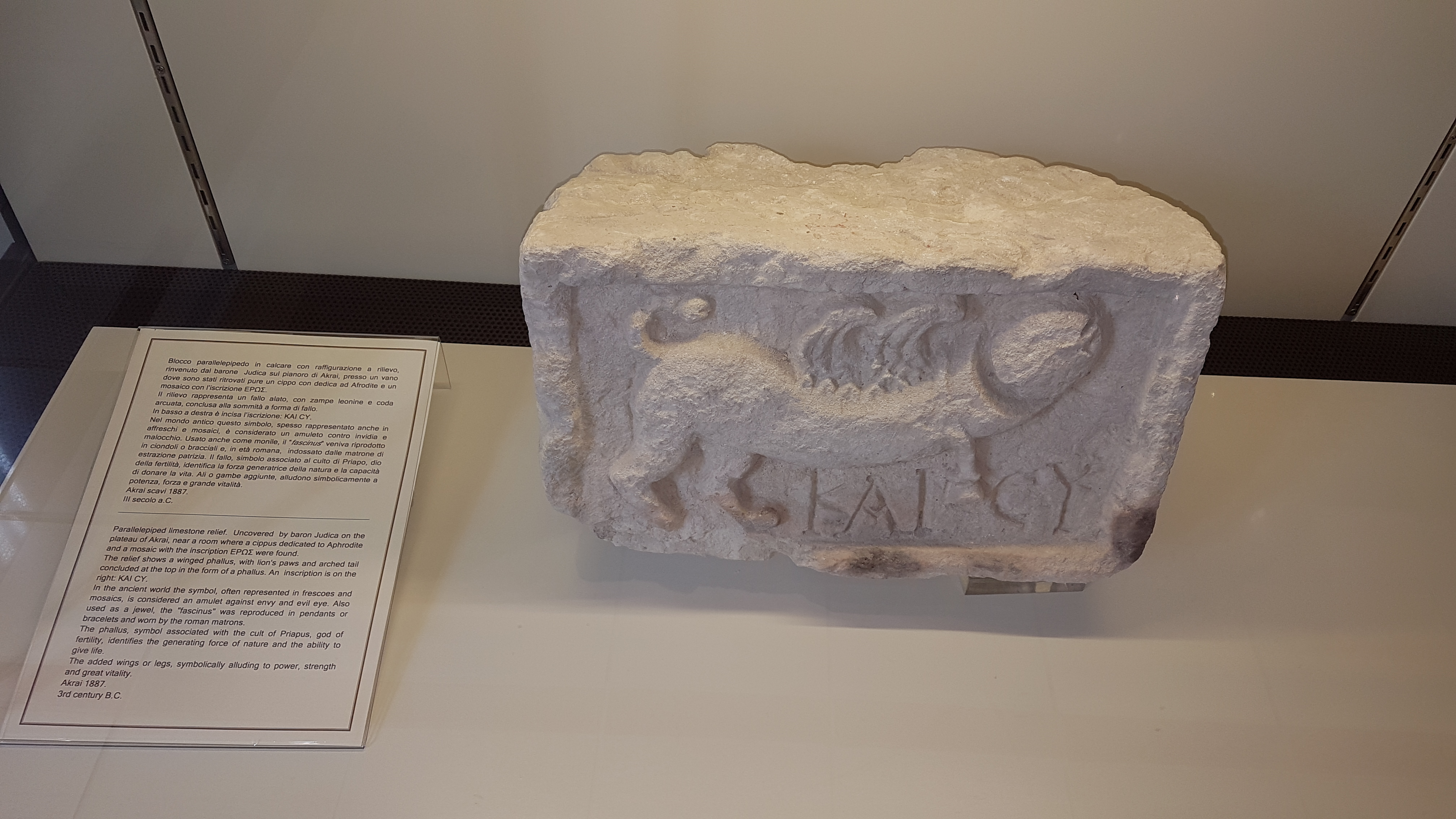